# Toréutica

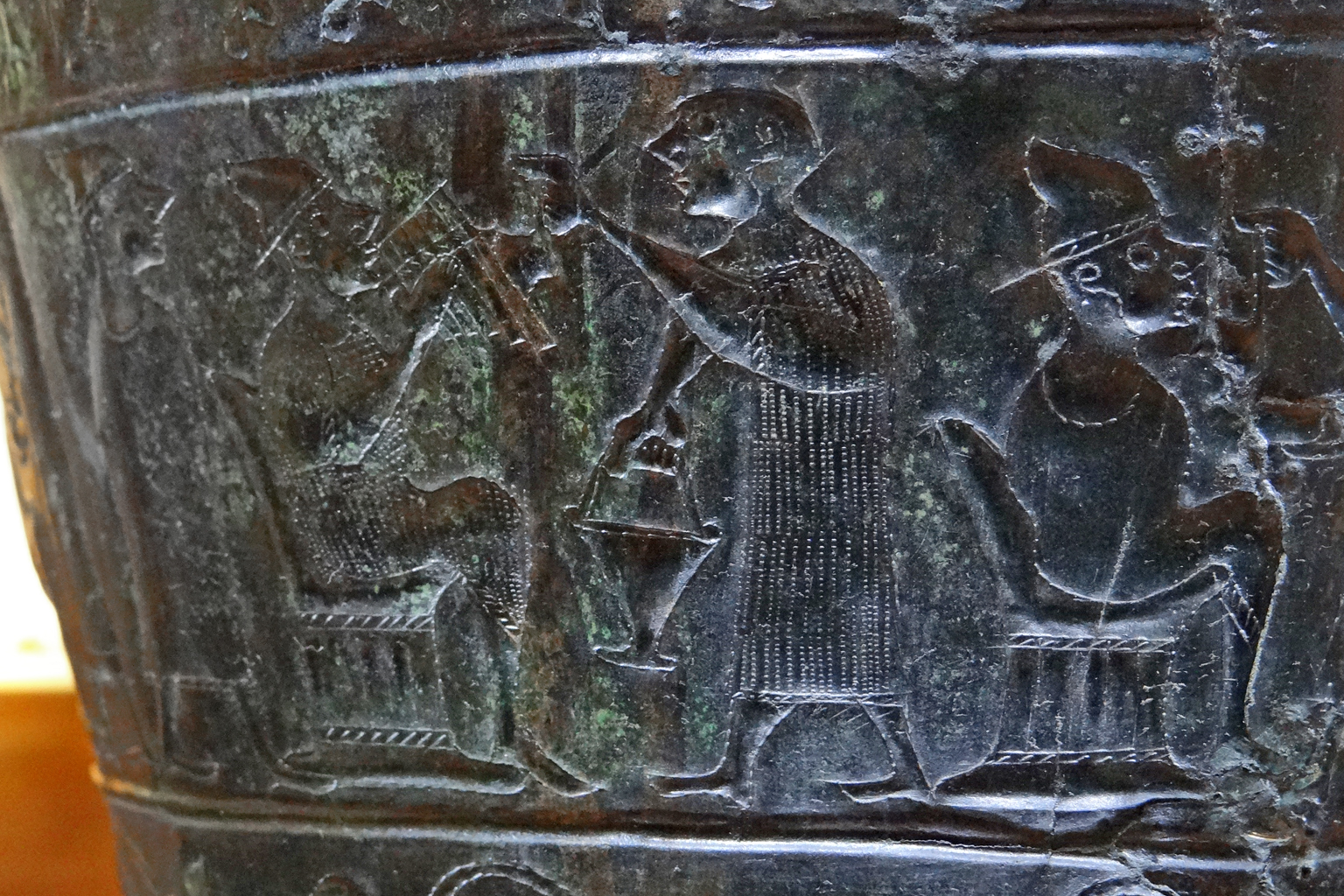
Sítula de Vače de bronce, Eslovenia,.

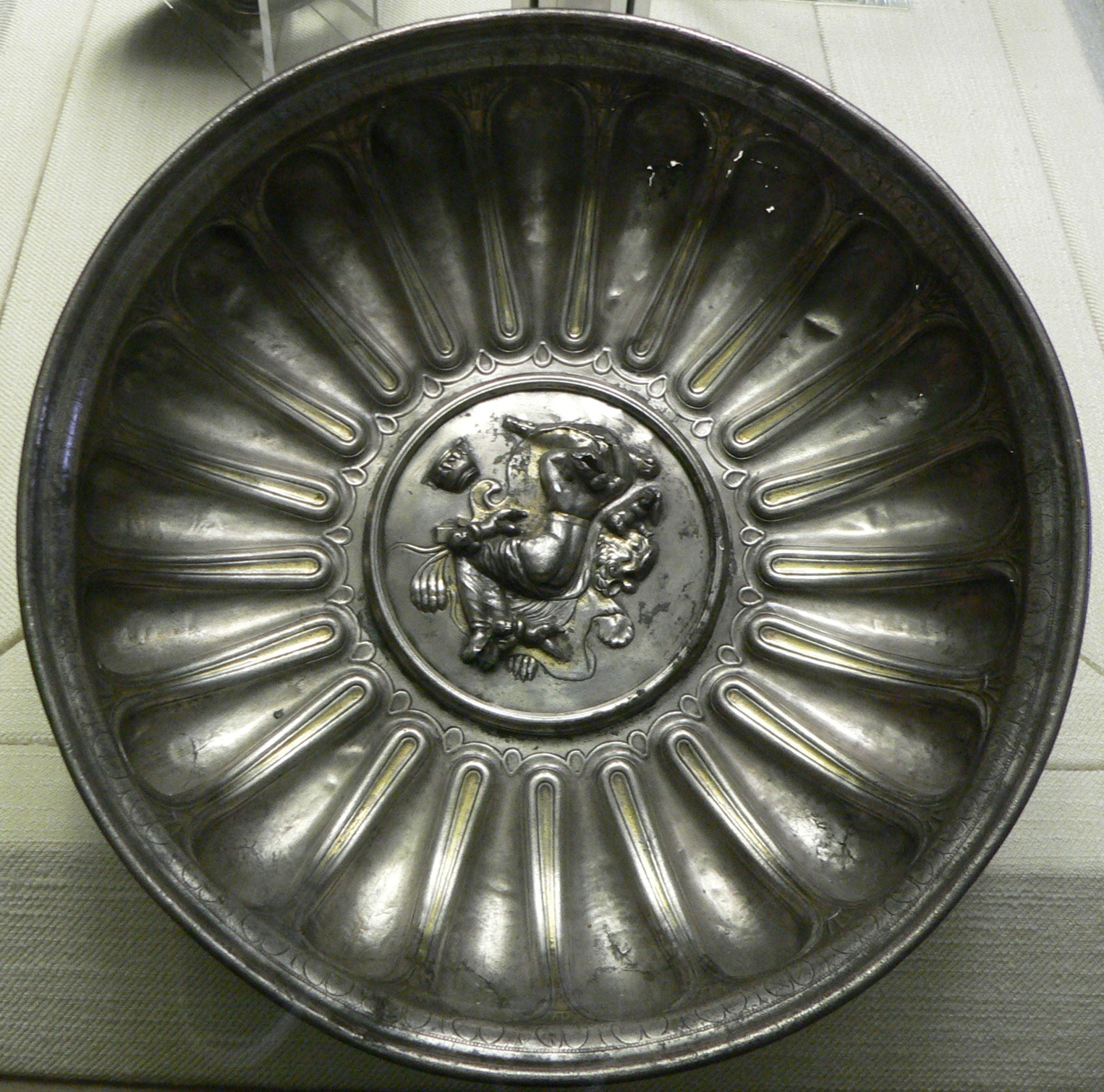
Fuente acanalada de plata del tesoro de Berthouville, primera mitad del.

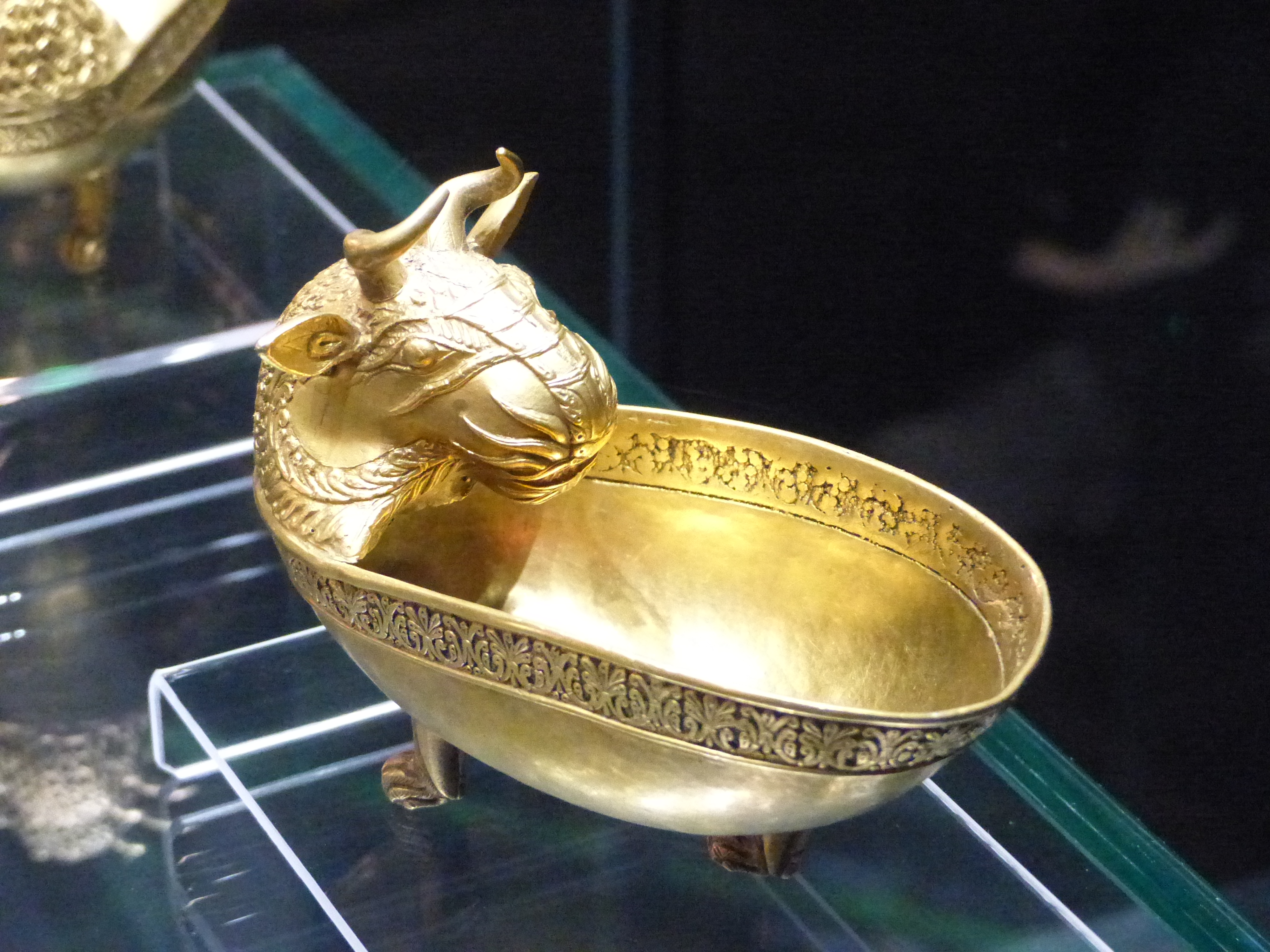
Vaso de oro del Tesoro de Nagyszentmiklós.

La toréutica es cualquier trabajo que comporta relieves sobre pequeñas piezas de metal (cuños, medallas, etc.) sea positivo o negativo este relieve. 
Esta técnica, realizada con el repujado y martilleado con buril y cincel, también puede ser combinadas con otras como la ataujía o damasquinado y la marquetería. El término es utilizado para designar los objetos realizados a través de esa técnica, cuyo especialista es llamado toreuta.

## Historia
La toréutica es un arte extremadamente antiguo y, dependiendo del metal utilizado, sobrevivirá al enterramiento durante siglos mejor que el arte realizado con muchos otros materiales. 
Por lo contrario, si se realizaba en la superficie, era probable que se fundiera y el metal se reutilizara. Hasta la Edad Media también se contaba entre las formas artísticas de mayor prestigio. El término se utilizaba para designar una disciplina de curso de Arte medieval.

## Antecedentes arqueológicos
Ya se encuentra que se practicaba en la Edad del Bronce y estaba bien asentada siglos antes de las tumbas de fosa. De la Edad del Hierro se conservan piezas toréuticas de especial calidad, como la sítula de la Certosa procedente de Italia o la sítula de Vače y el cinturón-placa de Vače, de Eslovenia. 
La toreútica floreció hasta un grado inusitado entre los pueblos de Asia Menor, Asiria y Babilonia, y de allí pasó a la Antigua Persia. Un ejemplo espectacular de la influencia directa de Persia en la toreútica es, según se cree, el Tesoro de Nagyszentmiklós, hallado en Transilvania en 1799, y considerado obra de antiguos orfebres búlgaros. Consta de 23 vasijas de oro de la Alta Edad Media, habiéndoselo atribuido a los hunos de Atila, los ávaros y los pechenegos. Sin embargo, la mayoría de los estudiosos lo consideran búlgaro (protobúlgaros, debido a sus inscripciones rúnicas.